# Rajah Scheepers

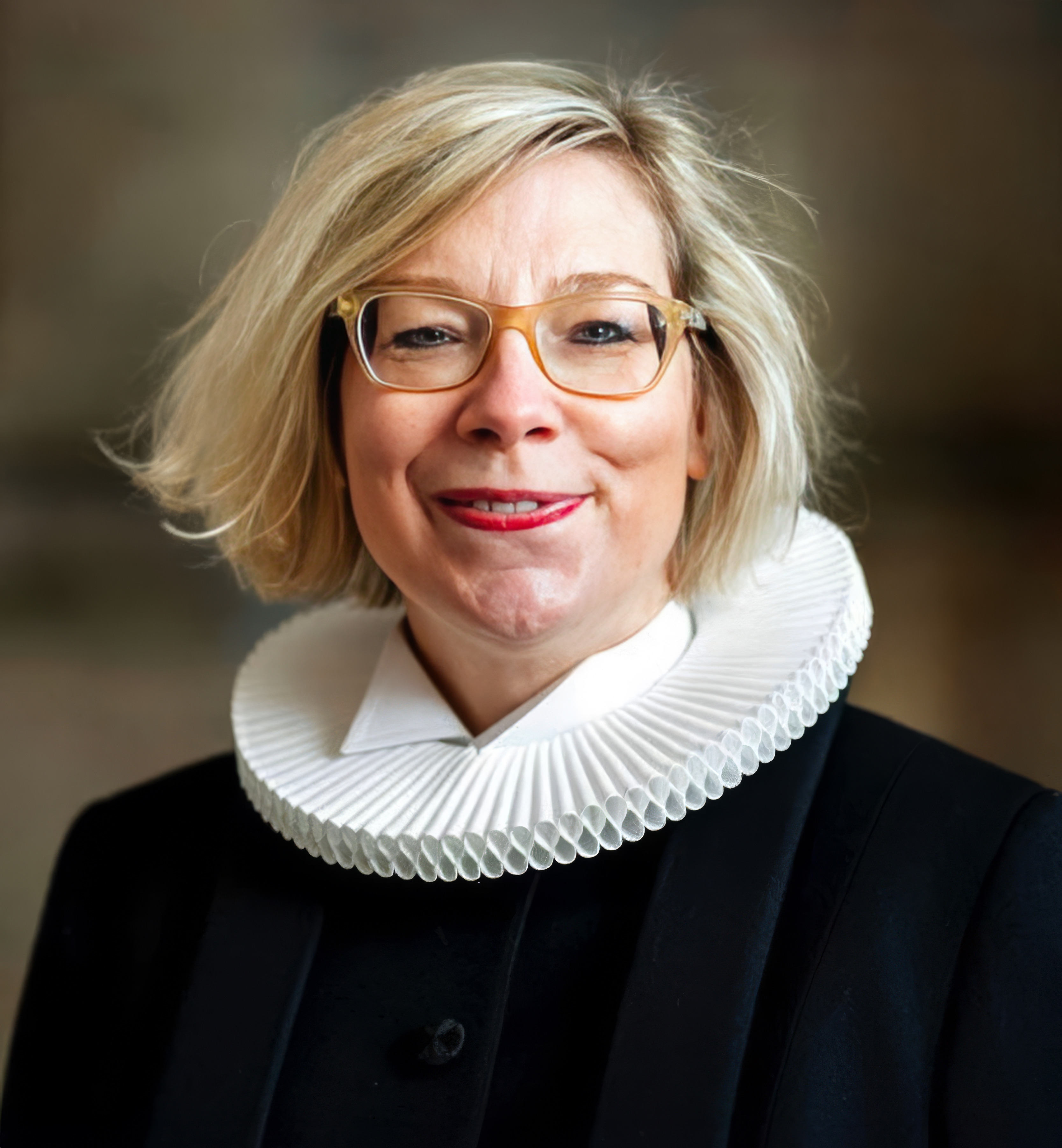
Rajah Scheepers nach ihrer Ernennung zur Hauptpastorin durch Königin Margrethe II. in einer Privataudienz (Februar 2020)

Rajah Isabelle Scheepers (* 24. September 1974 in West-Berlin) ist eine deutsche evangelische Theologin. Scheepers war von 2019 bis 2025 Hauptpastorin der deutschsprachigen Sankt-Petri-Gemeinde in Kopenhagen und ist seit 2024 Außerplanmäßige Professorin an der Philipps-Universität Marburg. 

## Leben
Rajah Scheepers wurde als Kind der Antiquitätenhändler Uwe-Volker und Dorothee Scheepers, geborene Bode, in Berlin-Lichterfelde geboren und besuchte das Walther-Rathenau-Gymnasium in Berlin-Grunewald, das sie 1994 mit dem Abitur verließ. Noch im gleichen Jahr begann sie das Studium der Evangelischen Theologie an der Philipps-Universität Marburg, das sie an der Universität Amsterdam, der Humboldt-Universität Berlin sowie der Universität Bern fortsetzte und im Jahr 2000 mit dem Ersten kirchlichen Examen abschloss. Von 2002 bis 2004 übernahm sie ein Vikariat und absolvierte das zweite kirchliche Examen. 2005 promovierte sie an der Marburger Universität mit einer Arbeit über die Landgräfin Anna von Hessen. Das Werk wurde 2007 mit dem Titel Regentin per Staatsstreich? Landgräfin Anna von Hessen (1485–1525) im Ulrike Helmer Verlag veröffentlicht.
Es folgten ab 2010 Lehraufträge unter anderem an der Georg-August-Universität Göttingen, der Universität Erfurt, der Technischen Universität Dresden und der Evangelischen Hochschule Berlin sowie ein Habilitationsabschlussstipendium an der Universität Marburg. Sie erhielt Pfarrämter im Entsendungsdienst in Berlin-Dahlem und als Projektleiterin zur Eröffnung der Autobahnkirche Zeestow. 2014 habilitierte sich Scheepers an der Theologischen Fakultät, Fachbereich evangelische Theologie, der Universität Marburg. Ihre Arbeit mit dem Titel Transformationen des Sozialen Protestantismus. Umbrüche in den Diakonissenmutterhäusern des Kaiserswerther Verbandes nach 1945 erschien 2016 bei Kohlhammer.
2015 hielt Scheepers ihre Antrittsvorlesung als Privatdozentin für evangelische Theologie an der Universität Marburg. Bereits im September 2014 wurde sie zur Pfarrerin der Matthäus-Kirchengemeinde im evangelischen Pfarrsprengel Steglitz Nord  in Berlin-Steglitz gewählt. Von August 2019 bis Juli 2025 war Scheepers Hauptpastorin der deutschsprachigen Sankt-Petri-Gemeinde in Kopenhagen. Ihre Ernennung erfolgte im Februar 2019 während einer Privataudienz bei Königin Margrethe II. im Schloss Christiansborg. Seit 2024 lehrt sie als Außerplanmäßige Professorin an der Philipps-Universität Marburg. Sie ist Pfarrerin der Evangelischen Kirche Berlin-Brandenburg-schlesische Oberlausitz und aktuell in Studienzeit. 
Rajah Scheepers ist Autorin, Herausgeberin und Rezensentin zahlreicher Fachveröffentlichungen. 2019 konzipierte sie die Wanderausstellung der Evangelischen Kirche Berlin-Brandenburg-schlesische Oberlausitz Vorgängerinnen. Der Weg von Frauen in das geistliche Amt. 2024 schrieb sie im Auftrag der Evangelischen Kirche Berlin-Brandenburg-schlesische Oberlausitz Die Ersten. Frauen erobern die Kanzeln.
Sie ist nach dem Tod ihres Mannes Martin Schulz-Scheepers seit 2022 verwitwet und hat drei Kinder, Jakob Georg (* 2005), Ronja Carlotta (* 2008) und Lilly Marie (* 2013). Ihre jüngere Schwester Billie Scheepers ist Modefotografin in London.

## Veröffentlichungen (Auswahl)
- Regentin per Staatsstreich? Landgräfin Anna von Hessen (1485–1525). (Dissertationsschrift) Helmer, Königstein 2007, ISBN 978-3-89741-227-9.
- Kinder haben – Kind sein – geboren sein. Philosophische und theologische Beiträge zu Kindheit und Geburt. (Herausgeberin), Helmer, Königstein 2008, ISBN 978-3-89741-273-6.
- Wohin mit uns? Wissenschaftlerinnen und Wissenschaftler der Zukunft. (Herausgeberin), Peter Lang, Frankfurt / Berlin / Bern / Brüssel / New York / Oxford / Wien 2009, ISBN 978-3-631-58114-8.
- Dienerinnen des Herrn. Beiträge zur weiblichen Diakonie im 19. und 20. Jahrhundert. (Herausgeberin), Evangelische Verlags-Anstalt, Leipzig 2010, ISBN 978-3-374-02805-4.
- Protestantismus und Gesellschaft. Beiträge zur Geschichte von Kirche und Diakonie im 19. und 20. Jahrhundert. Festschrift für Jochen-Christoph Kaiser zum 65. Geburtstag (Herausgeberin), Kohlhammer, Stuttgart 2013, ISBN 978-3-17-022505-3.
- Transformationen des Sozialen Protestantismus. Umbrüche in den Diakonissenmutterhäusern des Kaiserswerther Verbandes nach 1945. (Habilitationsschrift) Kohlhammer, Stuttgart 2016, ISBN 978-3-17-030310-2.
- Zwischen Politik und Kirche. Anmerkungen zu Leben und Werk von Heinrich Albertz (1915–1993). in: Jahrbuch für Berlin-Brandenburgische Kirchengeschichte. 71/2017, S. 397–415
- Der Weg von Frauen in das geistliche Amt. Ein Beitrag zum kulturellen Gedächtnis der Evangelischen Kirche. 12 Porträts von Theologinnen (als Serie), in: Die Kirche. 11/2018 bis 11/2019.
- Vorgängerinnen. Der Weg von Frauen in das geistliche Amt. (Herausgegeben von der Evangelischen Kirche Berlin-Brandenburg- schlesische Oberlausitz), Berlin 2019.
- Frau und Theologie. Rolle und Bedeutung feministischer Theologie im Gesamtgefüge der theologischen Wissenschaftsdisziplinen des 20. Jahrhunderts. in: Blätter für württembergische Kirchengeschichte. 121/2021, S. 61–89.
- Zur Genese der akademischen Theologinnen – eine Hommage an die Marburger Theologische Fakultät. Die Gründung des "Verbandes Evangelischer Theologinnen" 1925 in Marburg. in: Wolf-Friedrich Schäufele (Hrsg.): Fünfhundert Jahre Theologie in Marburg. Beiträge zur Geschichte der Evangelisch-Theologischen Fakultät. (Academia Marburgensis 20), Münster 2024, S. 171–207, ISBN 978-3-8309-4922-0.
- Die Ersten. Frauen erobern die Kanzeln. Mit Fotografien von Billie Scheepers,  (Herausgegeben von der Evangelischen Kirche Berlin-Brandenburg- schlesische Oberlausitz), 255 S., Leipzig 2024, ISBN 978-3-374-07724-3.